# Ягеллонський університет
50°3′39″ пн. ш. 19°55′58″ сх. д. / 50.06083° пн. ш. 19.93278° сх. д.
Ягеллонський університет (пол. Uniwersytet Jagielloński) — державний університет у Польщі, у місті Кракові. Це найдавніший і один з найбільших університетів у країні, а також один із найстаріших у Європі. Грамоту про його заснування видав 12 травня 1364 року Казимир III. Ягеллонський університет став другим у Центральній Європі після Празького університету, відкритого 1348 року. У 1400 році Владислав II Ягайло реорганізував заклад (назву «Ягеллонський» університет отримав у XIX столітті на честь династії Ягеллонів). Ягеллонський університет — найдавніший університет Польщі та один із найстаріших у Європі. Станом на сьогодні він налічує 15 факультетів.
Після розквіту наприкінці XV — на початку XVI століть університет занепав у XVII столітті. За часів, коли Краків належав Австрії, він став важливим осередком польської науки.

## Назва
- Краківський університет (лат. Universitas Cracoviensis) — традиційна назва.
- Ягеллонський університет (пол. Uniwersytet Jagielloński) — сучасна назва.
- Краківський Ягеллонський університет (лат. Universitas Iagellonica Cracoviensis)
- Ягайлонський університет[6]
- Краківська академія (пол. Akademia Krakowska) — стара назва.

## Факультети
На цей час Ягеллонський Університет (включно з Медичним колегіумом) має 15 факультетів:
- - Факультет юриспруденції та адміністрації (Wydział Prawa i Administracji)
  - Філософський факультет
  - Факультет фізики, астрономії та прикладної інформатики (Wydział Fizyki, Astronomii i Informatyki Stosowanej)
  - Історичний факультет (Wydział Historyczny)
  - Філологічний факультет (Wydział Filologiczny)
  - Факультет полоністики (Wydział Polonistyki)
  - Факультет математики та інформатики (Wydział Matematyki i Informatyki)
  - Факультет хімії (Wydział Chemii)
  - Факультет біології та наук про Землю (Wydział Biologii i Nauk o Ziemi)
  - Факультет управління та соціальної комунікації (Wydział Zarządzania i Komunikacji Społecznej)
  - Факультет міжнародних і політичних досліджень (Wydział Studiów Międzynarodowych i Politycznych)
  - Факультет біохімії, біофізики та біотехнології (Wydział Biochemii, Biofizyki i Biotechnologii)
- Collegium Medicum
  - Лікарський факультет (Wydział Lekarski)
  - Фармацевтичний факультет (Wydział Farmaceutyczny)
  - Факультет наук про здоров'я (Wydział Nauk o Zdrowiu)

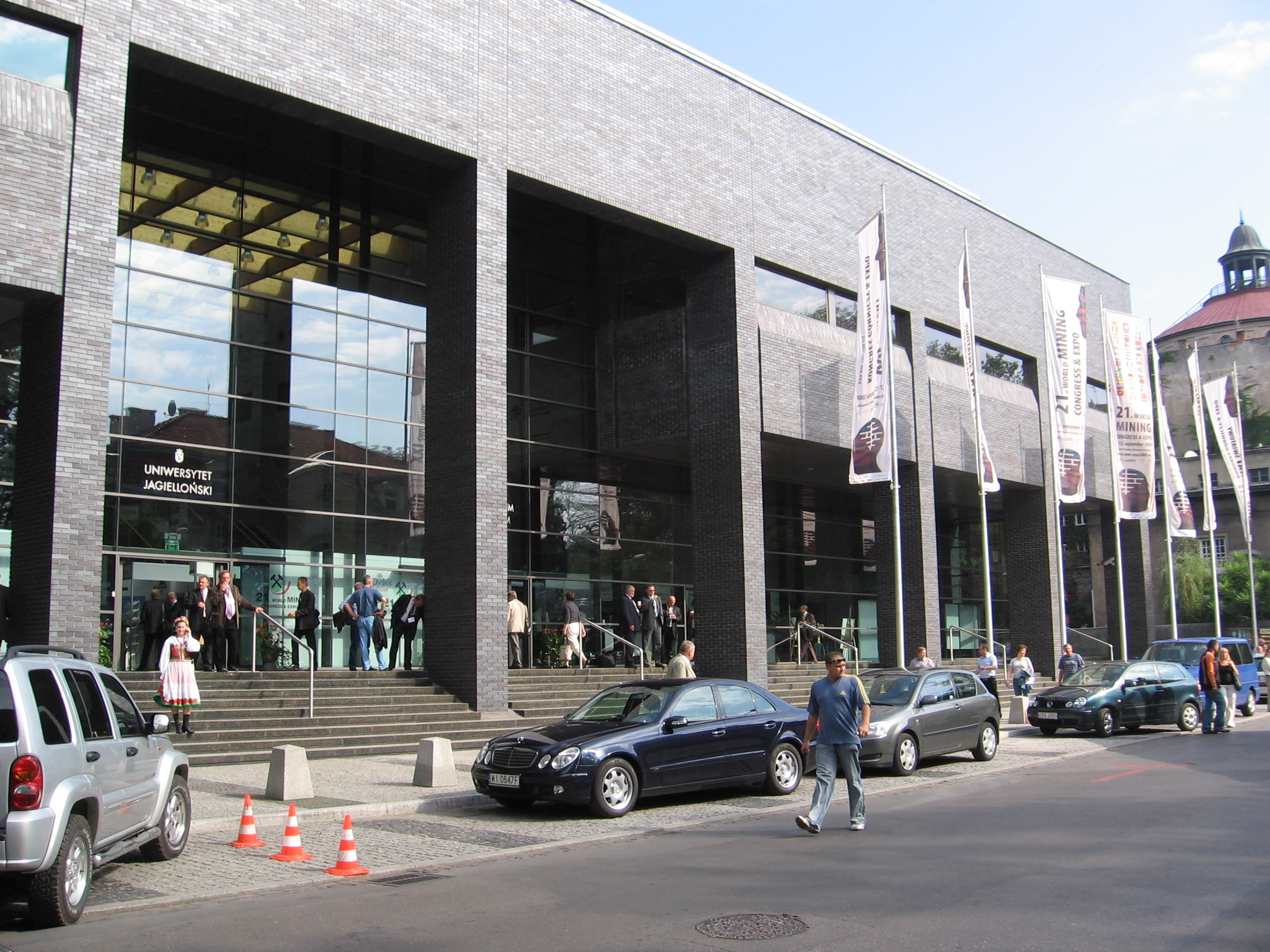
Ягеллонський університет.

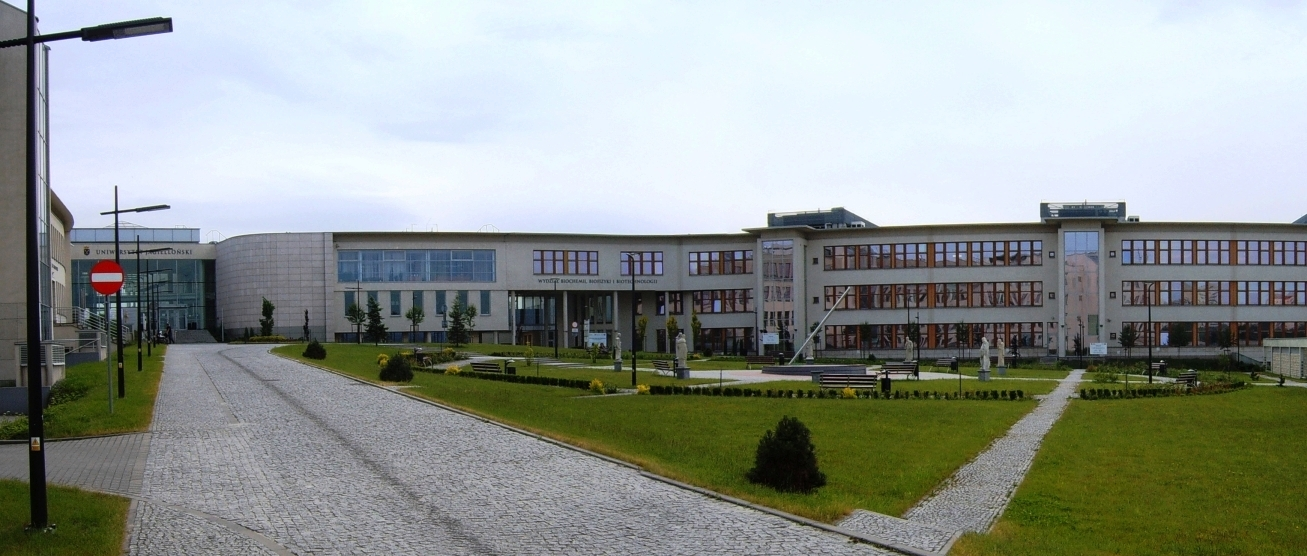
Кампус 600-річчя поновлення Ягеллонського університету

Університет здійснює підготовку за 73 напрямами і 152 спеціалізаціями. Станом на 31.12.2012 у Ягеллонському Університеті навчалось 45 498 студентів.

## Бібліотека Ягеллонського університету
Бібліотека університету — одна з найбільших і найдавніших у Польщі, має понад 6 млн одиниць зберігання. У фондах бібліотеки велика колекція середньовічних рукописів, серед яких, наприклад, De revolutionibus orbium coelestium Коперника, Кодекс Балтазара Бегема. Тут є велике зібрання літератури польського самвидаву часів комуністичної влади (1945—1989). До бібліотеки належать фонди так званої Берлінки, статус якої залишається спірним.

## Українці в університеті
Від самого початку в Ягеллонському університеті навчалось багато українців. Студентом і засновником кафедри астрономії Краківського університету був Мартин Русин. На кафедрі Русина, який у числі перших звернув увагу на недоліки системи Пієрбаха, навчалися Яків із Залісся, Іван Брошка з Підляшшя, Микола із Шадка, Михайло з Довгопілля, Амброзій з Бардієва, Григорій із Нового Села, Бернард Ваповський із Радохонець, Юрій Котермак із Дрогобича, який, власне, і став першим вчителем Миколая Коперника. Також в університеті навчався й викладав поет і науковець Григорій Самбірчик, випускник Падуанського університету Ян Лятос[джерело?]
За австрійських і польських часів сотні українців закінчили Ягеллонський університет. У XIX столітті на теологічному факультеті Ягеллонського університету викладали Флоріян Кудревич, Леон Лаврисевич та інші. У Кракові українці вивчали переважно медицину (з 1889 р. професором медицини був Валерій Яворський), а також інші предмети.
Наприкінці XIX століття українські студенти Ягеллонського університету заснували «Академічну громаду», а в 1920-х роках — Українську студентську громаду в Кракові, що в 1930 році нараховувала близько 400 студентів.
У Ягеллонському університеті навчалися Василь Стефаник, Катря Гриневичева, І. Прийма, Роман Яросевич, Володимир Старосольський, В. Вітошинський та багато інших.
У 1926 році при Ягеллонському університеті була створена кафедра української філології (література — Богдан Лепкий, мова — Іван Зілинський); крім того, працювали доцентами українці: Степан Томашівський, Ю. Панейко, Володимир Кубійович, лекторами української мови — Юліан Ґеник-Березовський, Володимир Мокрий (з 1972 року).
З 1962 року Ягеллонський університет підтримує дружні зв'язки з Київським національним університетом імені Тараса Шевченка.
З 1999 року Факультет права та адміністрації Ягеллонського університету співпрацює з українськими вищими навчальними закладами — у Києві, Львові й Тернополі.

## Відомі випускники
- Кароль Войтила — Папа Римський Іван Павло II
- Липинський В'ячеслав Казимирович — український політичний діяч, історик
- Галаса Михайло — окружний провідник ОУН Тернопільщини
- Миколай Коперник — астроном, математик
- Станіслав Лем — письменник-фантаст
- Едвард Любовський — польський драматург і письменник, театральний критик.
- Анджей Дуда - польський політик, 8-ий Президент Польщі.
- Марцін Радимінський — професор та історіограф Краківського університету
- Антоній Реман — географ, геоботанік, дослідник рослинності Карпат, Поділля й Криму.
- Алоїз Шарловський — польський історик, дослідник історії Станиславова.
- Казимеж Пшерва-Тетмаєр — польський поет
- Войцех Кавінський — польський поет
- Святослав Оржельський — польський громадський діяч, мемуарист
- Ян Болеслав Ожуг — польський поет
- Єжи Штур — польський актор та режисер
- Щербіч Павло — львівський правник.
- Андрей Шептицький — митрополит УГКЦ.
- Ян Фітцке — археолог
- Зигмунт Глогер — археолог
- Тимофій Згура — український дипломат
- Станіслав Бежановський — польський історик, поет
- Едвард Кофлер - польський і швейцарський математик

## Почесні доктори
- Сенченко Іван Андрійович
- Тадеуш Сулімірський
- Леон Штернбах